# Pleurocarpaea
Pleurocarpaea es un género de plantas con flores perteneciente a la familia   Asteraceae. es un género de plantas fanerógamas perteneciente a la familia de las asteráceas. Comprende 2 especies descritas y  aceptadas.

## Taxonomía
El género fue descrito por George Bentham y publicado en Flora Australiensis: a description . . . 3: 460. 1867.	La especie tipo es: Pleurocarpaea denticulata Benth.	

## Especies aceptadas
A continuación se brinda un listado de las especies del género Pleurocarpaea aceptadas hasta septiembre de 2012, ordenadas alfabéticamente. Para cada una se indica el nombre binomial seguido del autor, abreviado según las convenciones y usos.
- Pleurocarpaea denticulata Benth.
- Pleurocarpaea fasciculata Dunlop